# Veritas (loża wolnomularska)
Veritas (łac. Prawda) - dawna loża wolnomularska Niemców wyznania mojżeszowego, której siedziba mieściła się we Zabrzu.
Jej numer rzymski wynosił XVI, zaś numer loży: 610.